# ZTV Norge
ZTV Norge là một kênh truyền hình giải trí của Na Uy. Chương trình trên kênh bao gồm các video âm nhạc, phim và sitcom.
Kênh được ra mắt ở Na Uy lần đầu tiên vào năm 1995. Tuy nhiên, kênh đã không thành công và đã đóng cửa một năm sau đó.
Năm 2002, ZTV trở lại Na Uy, thay thế cho kênh Viasat Plus. Ở lần trở lại thứ hai này, kênh tập trung nhiều hơn vào âm nhạc và đặc biệt là âm nhạc của các nghệ sĩ Na Uy, và nhanh chóng phổ biến với khán giả trẻ tuổi.
Vào ngày 8 tháng 9 năm 2007, kênh đã có buổi phát sóng cuối cùng và được thay thế bằng Viasat 4.